# The First Lady
The First Lady es una serie de televisión estadounidense de antología y drama creada por Aaron Cooley que estrenó en Showtime el 17 de abril de 2022, Está protagonizada por Viola Davis, Michelle Pfeiffer y Gillian Anderson, entre otras. El 1 de agosto de 2022, la serie fue cancelada tras su primera temporada.

## Reparto y personajes

### Principal
- Viola Davis como Michelle Obama, ex primera dama (2009–2017)[5]
  - Jayme Lawson como Michelle Obama (joven)
- O. T. Fagbenle como Barack Obama
  - Julian De Niro como Barack Obama (joven)
- Michelle Pfeiffer como Betty Ford, ex primera dama (1974–1977)[1]
  - Kristine Froseth como Betty Ford (joven)
- Aaron Eckhart como Gerald Ford
  - Jake Picking como Gerald Ford (joven)
- Dakota Fanning como Susan Ford
- Gillian Anderson como Eleanor Roosevelt, ex primera dama (1933–1945)
  - Eliza Scanlen como Eleanor Roosevelt (joven)
- Kiefer Sutherland como Franklin D. Roosevelt
  - Charlie Plummer como Franklin D. Roosevelt (joven)
- Judy Greer como Nancy Howe
- Rhys Wakefield como Dick Cheney
- Regina Taylor como Marian Shields Robinson
- Lily Rabe como Lorena Hickok

### Recurrente
- Lexi Underwood como Malia Obama
- Derek Cecil como Donald Rumsfeld
- Aya Cash como Esther Liebowitz
- Cayden Boyd como Michael Ford
- Marc Hills como Jack Ford
- Ben Cook como Steven Ford
- Leslie Kritzer como Martha Graham
- Thomas E. Sullivan como Bill Warren
- Patrice Johnson Chevannes como Clara Powell
- Isaiah Williams como Martin Luther King III
- Maurice P. Kerry como Cassius
- Saniyya Sidney como Sasha Obama
- Evan Parke como el seguridad Allen Taylor
- Gloria Reuben como Valerie June Jarrett
- Kate Mulgrew como Susan Sher
- Rosalind Chao como Tina Tchen
- Michael Potts como Fraser Robinson III
- Donna Lynne Champlin como Melissa "Mel" Winter
- Ellen Burstyn como Sara Delano Roosevelt
- Cailee Spaeny como Anna Eleanor Roosevelt
- Clea DuVall como Malvina Thompson

## Episodios
| N.º | Título             | Dirigido por | Escrito por | Fecha de lanzamiento original |
| --- | ------------------ | ------------ | --- | ----------------------------- |
| 1   | «That White House» | Susanne Bier | Historia de: Aaron Cooley Guion por: Aaron Cooley & Ellen Fairey & Jennifer Westfeldt & Hunt Baldwin & Abby Ajayi & Zora Bikangaga                                       | 17 de abril de 2022           |
| 2   | «Voices Carry»     | Susanne Bier | Aaron Cooley & Cathy Schulman & Ellen Fairey & Abby Ajayi | 24 de abril de 2022           |
| 3   | «Please Allow Me»  | Susanne Bier | Historia de: Jennifer Westfeldt & Hunt Baldwin & Yolonda E. Lawrence & Zora Bikangagan Guion por: Jennifer Westfeldt & Hunt Baldwin & Aaron Cooley & Yolonda E. Lawrence | 1 de mayo de 2022             |
| 4   | «Cracked Pot»      | Susanne Bier | Historia de: Cathy Schulman & Aaron Cooley & Zora Bikangagan Guion por: Jennifer Westfeldt & Hunt Baldwin & Aaron Cooley & Cathy Schulman & Ellen Fairey                 | 8 de mayo de 2022             |
| 5   | «See Saw»          | Susanne Bier | Historia de: Azia Squire Guion por: Zora Bikangaga & Azia Squire & Ellen Fairey                                                                                          | 15 de mayo de 2022            |
| 6   | «Shout Out»        | Susanne Bier | Nikole Beckwith & Alyson Feltes & Abby Ajayi | 22 de mayo de 2022            |
| 7   | «Nadir»            | Susanne Bier | Historia de: Nicole Jefferson Asher Guion por: Zora Bikangaga & Nicole Jefferson Asher & Ellen Fairey                                                                    | 29 de mayo de 2022            |
| 8   | «Punch Perfect»    | Susanne Bier | Nikole Beckwith & Ellen Fairey & Abby Ajayi | 5 de junio de 2022            |
| 9   | «Rift»             | Susanne Bier | Historia de: Jennifer Westfeldt & Cathy Schulman & Aaron Cooley Guion por: Jennifer Westfeldt & Aaron Cooley & Cathy Schulman & Abby Ajayi                               | 12 de junio de 2022           |
| 10  | «Victory Dance»    | Susanne Bier | Historia de: Aaron Cooley Guion por: Nikole Beckwith & Ellen Fairey & Abby Ajayi                                                                                         | 19 de junio de 2022           |

## Producción

### Desarrollo
El 5 de febrero de 2020, se anunció que Showtime le había dado a la producción, entonces conocida como First Ladies, un pedido de serie. Se esperaba que los productores ejecutivos incluyeran a Viola Davis, Julius Tennon, Cathy Schulman, Jeff Gaspin, Brad Kaplan y Aaron Cooley, quienes también crearon la serie y escribirán. Davis interpretaría a Michelle Obama. En enero de 2021, Michelle Pfeiffer, Jayme Lawson, y Kristine Froseth se unieron al elenco de la serie como Betty Ford, el joven Obama y la joven Ford, respectivamente, con Susanne Bier como directora y productora ejecutiva. Ese mismo mes, Pamela Adlon y Rhys Wakefield se unieron al elenco.
El 16 de febrero de 2021, Aaron Eckhart se unió al elenco como el presidente Gerald Ford. Ese mismo mes, Judy Greer reemplazó a Adlon debido a conflictos de programación en su agenda. El 22 de febrero de 2021, se anunció que Gillian Anderson interpretaría a Eleanor Roosevelt. Tres días después, el 25 de febrero de 2021, se anunció que O. T. Fagbenle interpretaría al presidente Barack Obama. El 2 de marzo de 2021, se anunció que Dakota Fanning se había unido al elenco como Susan Ford. El 9 de marzo de 2021, Lexi Underwood se unió al elenco como Malia Obama en un papel recurrente.
El 10 de marzo de 2021, nueve más se unieron al elenco, incluidos Derek Cecil como Donald Rumsfeld, Aya Cash como Esther Liebowitz, Jake Picking como Gerald Ford (joven), Cayden Boyd como Michael Ford, Marc Hills como Jack Ford, Ben Cook como Steven Ford, Leslie Kritzer como Martha Graham, Thomas E. Sullivan como Bill Warren y Patrice Johnson Chevannes como Clara Powell.
El 13 de abril de 2021, Regina Taylor se unió al elenco en un papel principal como Marian Shields Robinson, mientras que Saniyya Sidney, Julian De Niro y Evan Parke se unieron al elenco en roles recurrentes como Sasha Obama, el joven Barack Obama y el seguridad Allen Taylor, respectivamente. En junio de 2021, Gloria Reuben y Kate Mulgrew se unieron al elenco como Valerie June Jarrett y Susan Sher, mientras que Rosalind Chao, Michael Potts, y Donna Lynne Champlin se unieron en roles recurrentes.
En julio de 2021, Kiefer Sutherland y Lily Rabe se unieron al elenco principal como Franklin D. Roosevelt y Lorena Hickok, respectivamente, mientras que Ellen Burstyn, Eliza Scanlen, Cailee Spaeny, Clea DuVall y Charlie Plummer se unieron al elenco en papeles recurrentes. En agosto de 2021, Jackie Earle Haley, Maria Dizzia y Jeremy Bobb fueron elegidos para roles recurrentes.

### Rodaje
El 25 de febrero de 2021, se anunció que el rodaje había comenzado en Covington, Georgia.

## Estreno
The First Lady se estrenó el 17 de abril de 2022 en Showtime y en Paramount+ internacionalmente.